# 1913년 이탈리아 총선
1913년 이탈리아 총선은 이탈리아 하원 508인을 선출하기 위한 첫 선거로 1913년 10월 26일 1차 투표, 11월 2일2차 투표가 치러졌다.
선거 결과 집권세력이었던 옛 역사적 좌파와 역사적 우파, 즉 내각파 출신의 자유주의 연합이 원내 과반의석을 근소차로 유지하였으며 제1야당으로 이탈리아 급진당이 부상하였다. 두 정당 모두 이탈리아 남부에서 특히 선전하였다. 제2야당은 이탈리아 사회당으로 에밀리아로마냐에서 제1당을 차지했다.
자유주의 세력이 압승을 거두며 집권한 마지막 선거 중 하나로, 선거 기간동안 폭력 사태가 빚어진 선거이기도 했다.

## 상세
1912년 이탈리아 선거법 개정으로 유권자가 대폭 확대된 선거였다. 나이 여부와 상관없이 육군이나 해군에 복무한 경험이 있는, 글을 읽고 쓸 줄 아는 21세 이상의 남성과, 글을 읽고 쓸 줄 모르는 30세 이상의 남성이 투표에 참여할 수 있게 되었다. 이로써 선거 유권자는 1909년 이탈리아 총선 당시 293만 명에서 844만 명으로 3배 가까이 늘었다. 선거제도 자체는 2차 투표에 소선거구제로 유지되었다.
이전까지 이탈리아 정계를 지배해 왔던 자유주의, 진보 성향의 역사적 좌파와 보수주의, 왕당파 성향의 역사적 우파가 조반니 졸리티의 지도력 하에 자유연합이라는 자유주의-중도주의 성향의 거대 정당으로 재탄생하였다. 이러한 세력 연합은 이른바 '트라스포르미스모' (Trasformismo)라 하여 원내 정파세력의 대결을 배제하고 제1차 세계 대전까지 자유주의 세력이 원내 압승을 거두는 밑거름이 되었다.
하나의 연합으로 통합되었다고는 하지만 내부적으로 잔존해 있던 자유파와 보수파의 두 세력, 그리고 그 세력을 이끄는 시드네이 소니노와 조반니 졸리티가 번갈아 가며 내각을 꾸렸으며 당시 언론에서는 총리가 카멜레온과 다를 바 없다고 꼬집기도 했다. 이와 더불어 자유연합은 이탈리아 급진당, 헌법민주당, 이탈리아 개혁사회당과 연립내각을 이루어 집권을 이어나갔다. 당시 이에 반대하던 군소야당 세력으로는 바티칸계 기독교 민주주의 성향의 이탈리아 가톨릭 선거연합과 이탈리아 사회당을 중심으로 한 사회주의 성향의 극좌 세력이 있었다.

## 참여 정당
| 정당 | 정당                       | 이념            | 대표                | 여야 지위 |
| ---- | -------------------------- | --------------- | ------------------- | --------- |
|      | 자유연합 (UL)              | 자유주의        | 조반니 졸리티       | 여당      |
|      | 이탈리아 사회당 (PSI)      | 사회주의        | 코스탄티노 라차리   | 야당      |
|      | 이탈리아 급진당 (PR)       | 급진주의        | 에토레 사키         | 여당      |
|      | 헌법민주당 (PDC)           | 사회자유주의    | 공동대표            | 여당      |
|      | 가톨릭 선거연합 (UECI)     | 기독교 민주주의 | 오토리노 젠틸로니   | 여당      |
|      | 이탈리아 개혁사회당 (PSRI) | 사회민주주의    | 레오니다 비솔라티   | 야당      |
|      | 민주당 (PD)                | 사회자유주의    | 공동대표            | 여당      |
|      | 이탈리아 공화당 (PRI)      | 공화주의        | 나폴레오네 콜라자니 | 야당      |
|      | 보수가톨릭당 (CC)          | 교권주의        | 공동대표            | 여당      |

## 선거 결과
|                       |                          |             |         |           |        |
| 정당                  | 정당                     | 득표수      | %       | 의석수    | 변화   |
|                       | 자유연합                 | 2,387,947   | 47.62   | 270 / 508 | (신당) |
|                       | 이탈리아 사회당          | 883,409     | 17.62   | 52 / 508  | +11    |
|                       | 이탈리아 급진당          | 522,522     | 10.42   | 62 / 508  | +14    |
|                       | 헌법민주당               | 277,251     | 5.53    | 29 / 508  | (신당) |
|                       | 이탈리아 가톨릭 선거연합 | 212,319     | 4.23    | 20 / 508  | +2     |
|                       | 이탈리아 개혁사회당      | 196,406     | 3.92    | 19 / 508  | (신당) |
|                       | 민주당                   | 138,967     | 2.77    | 11 / 508  | (신당) |
|                       | 이탈리아 공화당          | 102,102     | 2.04    | 8 / 508   | -15    |
|                       | 보수가톨릭당             | 89,630      | 1.79    | 9 / 508   | (신당) |
|                       | 공화파 무소속            | 71,564      | 1.43    | 9 / 508   | (신당) |
|                       | 사회파 무소속            | 67,133      | 1.34    | 8 / 508   | (신당) |
|                       | 급진파 무소속            | 65,671      | 1.31    | 11 / 508  | (신당) |
| 총합                  | 총합                     | 5,014,921표 | 100.00% | 508       | 0      |
| 유효표                | 5,014,921표              | 98.32%      |         |           |        |
| 무효표                | 85,694표                 | 1.68%       |         |           |        |
|                       |                          |             |         |           |        |
| 총 투표수             | 5,100,615표              | 100.00%     |         |           |        |
| 유권자 (투표율)       | 8,443,205표              | 60.41%      |         |           |        |
| 출처: Nohlen & Stöver |                          |             |         |           |        |

### 지역별 결과
| 지역           | 제1당 | 제1당    | 제2당 | 제2당    | 제3당 | 제3당  |
| -------------- | ----- | -------- | ----- | -------- | ----- | ------ |
| 아브루초몰리세 |       | 자유연합 |       | 사회당   |       | 급진당 |
| 풀리아         |       | 자유연합 |       | 사회당   |       | 급진당 |
| 바실리카타     |       | 자유연합 |       | 급진당   |       | 사회당 |
| 칼라브리아     |       | 자유연합 |       | 급진당   |       | 사회당 |
| 캄파니아       |       | 자유연합 |       | 급진당   |       | 사회당 |
| 에밀리아로마냐 |       | 사회당   |       | 자유연합 |       | 급진당 |
| 라치오         |       | 자유연합 |       | 사회당   |       | 급진당 |
| 리구리아       |       | 자유연합 |       | 사회당   |       | 급진당 |
| 롬바르디아     |       | 사회당   |       | 자유연합 |       | 급진당 |
| 마르케         |       | 자유연합 |       | 사회당   |       | 급진당 |
| 피에몬테       |       | 자유연합 |       | 사회당   |       | 급진당 |
| 사르데냐       |       | 자유연합 |       | 사회당   |       | 급진당 |
| 시칠리아       |       | 자유연합 |       | 급진당   |       | 사회당 |
| 토스카나       |       | 사회당   |       | 자유연합 |       | 급진당 |
| 움브리아       |       | 사회당   |       | 자유연합 |       | 급진당 |
| 베네토         |       | 자유연합 |       | 사회당   |       | 급진당 |